# Biserica „Înălțarea Domnului” din Cățeleni
Biserica „Înălțarea Domnului” este o biserică amplasată în Cățeleni, raionul Hîncești, Republica Moldova. Este un monument arhitectural de importanță națională inclus în Registrul monumentelor Republicii Moldova ocrotite de stat cu nr. 842 (raionul Nisporeni). Datează din 1857.